# Província del Riu Hutt
El Principat de la Província del Riu Hutt és la més antiga micronació d'Austràlia. És localitzada en una granja alguns centenars de quilòmetres al nord de Perth, proper de la localitat de Northampton a l'estat d'Austràlia Occidental.
Va ser fundat el 21 d'abril del 1970 per Leonard George Casley (n.28 d'agost del 1925-f. 13 de febrer del 2019), quan ell i els seus associats van proclamar la secessió de l'estat d'Austràlia Occidental. Casley va prendre posteriorment el títol de «Príncep Leonardo I» i la seva esposa Shirley Joy Casley (n.19 de juliol de 1928-f. 7 de juliol de 2013) va ser nomenada la «Princesa Shirley».
El 3 d'agost de 2020 el Principat de Hutt River va anunciar la seva desaparició i reincorporació a Austràlia com a resultat de la crisi econòmica causada per la pandèmia de COVID-19.

## Història
L'estat va ser creat el 1969 com una província, en resposta a una disputa amb el govern australià per una llei de quotes de producció de blat. Inicialment les cinc famílies que posseïen granges a Hutt River es van unir per combatre aquesta llei, no obstant després de diversos intents per derogar la llei, Casley va recórrer a una antiga llei britànica (la Treason Act, de 1495) que els ajudaria a separar-se i declarar la independència de l'estat australià, encara que Casley es manté lleial a la reina Isabel II.
El govern d'Austràlia Occidental va determinar que no podia fer res sense la intervenció del govern federal, el governador general després va dir que era inconstitucional intervenir a la secessió. En una correspondència amb el governador general, sense voler una carta va ser dirigida a Casley com a «Administrador de la Província de Hutt River» que sota una prerrogativa real fa aquest reconeixement vinculant a totes les corts. Després de l'amenaça de ser perseguit a la cort, Casley va començar l'ús del títol de Príncep de Hutt River per aprofitar-se d'una llei de la Mancomunitat d'Austràlia que diu que un monarca no podrà ser enjudiciat i que aquell que interfereixi amb la feina de casa serà acusat de traïció. Sota la llei el govern d'Austràlia va tenir 2 anys per respondre a la declaració d'independència, en no respondre va donar al principat estatus legal de facto el 21 d'abril del 1972.
El 1976 el servei de correus d'Austràlia va refusar manejar la correspondència de Hutt River, la qual cosa va forçar que el correu fos redirigit via Canadà . Després de diverses demandes del servei dimpostos per cobrar, dies després el servei de correu va ser restaurat i les comandes de cobrament dimpostos van cessar.
L'agència d'impostos d'Austràlia catalogava els habitants de Hutt River com a no residents a Austràlia per cobrar impostos; així que els ingressos obtinguts al principat de Hutt River estan exempts del cobrament d'impostos. El principat cobra la seva pròpia tarifa del 0,5% en transaccions financeres per companyies estrangeres registrades al principat i comptes personals.
Com diverses micronacions, depenia del turisme i la venda de records, també tenien ramaderia i agricultura.
El febrer de 2017, Leonardo I va abdicar el tron en el seu fill Graeme Casley (n.1957), convertint-se en el «Príncep Graeme I».
Al gener del 2020 el Principat de Hutt River va anunciar que tancava les seves fronteres fins a nou avís a causa d'una crisi econòmica. Amb les fronteres tancades, va venir la pandèmia del Covid-19, que va impossibilitar reobrir les fronteres, i finalment es va prendre la decisió de reincorporar la micronació a Austràlia, la qual cosa va ser informat mitjançant correu electrònic als seus ciutadans i simpatitzants.
Es va anunciar que les terres del país es vendrien per pagar el deute en impostos que el govern d'Austràlia exigia.

## Geografia
Tenia una àrea de 75 km². La seva població era de tot just 60 habitants, el que significava una densitat demogràfica de 0,8 hab/km². La moneda del territori era el dòlar de Hutt River, la producció del qual es va detenir en desaparèixer el país. Les llengües més parlades eren l'anglès, francès i esperanto. Com que va comptar amb estrangers nacionalitzats, la població d'aquest principat va arribar a ser de més de 20.000 ciutadans (al desembre de 2009). També van comptar amb les matrícules pròpies.